# كورديل
الكورديل (الاسم العلمي: Cordyline) هو جنس من النباتات يتبع الفصيلة الهليونية من رتبة الهليونيات.

## أنواع الكورديل
- كورديل أضيق
- كورديل بانكسي
- كورديل جنوبي
- كورديل حاد
- كورديل حمراء
- كورديل خطي الأوراق
- كورديل دقيق الأزهار
- كورديل سويقي
- كورديل شجيري
- كورديل شلشتري
- كورديل صلب
- كورديل عنقودي
- كورديل قزمي
- كورديل متعرج
- كورديل مخطط
- كورديل مزدحم
- كورديل موريشيوسي
- كورديل نيوكاليدني
- كورديل واليشي